# Sundschwimmen

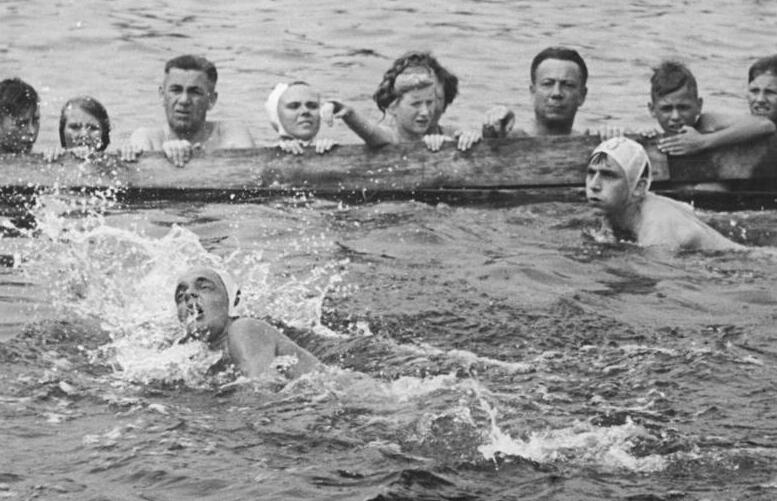
Sundschwimmen am 26. August 1951, ausgetragen als II. Meeresmeisterschaften der DDR mit 286 Teilnehmern

Das Sundschwimmen ist Deutschlands ältester, jährlich ausgetragener internationaler Schwimmwettkampf. Diese Strecke durch den Strelasund beträgt 2315 Meter.
Dabei wird regelmäßig am ersten Juli-Sonnabend jedes Jahres die Strecke zwischen dem Ort Altefähr auf Rügen und der Hansestadt Stralsund zurückgelegt. In seltenen Ausnahmefällen musste die Strecke allerdings aufgrund extrem schlechten Wetters auch schon verlegt werden.

## Ablauf
In Altefähr starten alle Schwimmer gemeinsam in einem Massenstart. Die Strecke ist durch Bojen gekennzeichnet, zudem weisen Scheinwerfer, die am Stralsunder Ufer installiert werden, die Richtung. Ziel ist jeweils die Seebadeanstalt in Stralsund, wo die Schwimmer von meist sehr zahlreichem Publikum begrüßt werden.
Die Sicherheit der Teilnehmer wird durch Begleitboote gewährleistet. An Land ist auch für medizinische Betreuung gesorgt.
Aufgrund von Sicherheitsvorkehrungen ist die Anmeldekapazität auf 1070 begrenzt, diese Zahl wird bei den Anmeldungen zum Sundschwimmen meist nach wenigen Minuten erreicht.

## Geschichte
Bereits aus dem Jahr 1825 gibt es Berichte, wonach zwei preußische Offiziere und ein Zivilist die Strecke geschwommen waren. 1837 unternahmen sechs Männer am 19. August des Jahres eine Schwimmfahrt von Stralsund nach Altefähr. Drei von ihnen schafften die Strecke schwimmend in eineinhalb Stunden, die anderen mussten an Bord der Begleitboote geholt werden.
Seit den 1920er Jahren ist das Sundschwimmen eine regelmäßige Veranstaltung. Als erste Sieger schwammen 1926 bei den Männern Franz Wegner und bei den Frauen Emmi Gronemann über den Sund. Irma Struck, geb. Hübner (1919–2009) gewann das Schwimmen von 1932 (in 38 Minuten, 27 Sekunden) bis 1937, 1934 sogar als Gesamtsiegerin. Ihr Rekord aus dem Jahr 1932 blieb 20 Jahre bestehen. Irma Struck nahm noch 1994 am Wettkampf teil. Nach 1933 entwickelte sich das Spektakel zu einem Politikum, bei dem nationalsozialistische Propaganda Helden schuf. 1940 fiel das Sundschwimmen wegen des Zweiten Weltkrieges aus, fand aber 1941 wieder statt.
Ab 1946 organisierte die Freie Deutsche Jugend das Schwimmen; sie blieb bis 1949 Veranstalter. Im Jahr 1948 wurde das Sundschwimmen erstmals als offener Wettkampf ausgeschrieben. In den 1950er Jahren büßte die Veranstaltung an Popularität ein und fiel für einige Jahre ganz aus. Erst 1965 wurde das Sundschwimmen, jetzt durch den Wasserrettungsdienst der DDR veranstaltet, wieder organisiert.
1968 hatte ein Teilnehmer die Strecke im Rückenschwimmen begonnen und das Feld lange Zeit angeführt, bis er vom Kurs abkam und wieder Richtung Start schwamm. Als er darauf aufmerksam gemacht wurde, legte er den Rest der Strecke bis zum Ziel im Brustschwimmen zurück.
Seit den 1990er-Jahren wird das Schwimmen von der Deutschen Lebens-Rettungs-Gesellschaft (DLRG) organisiert. Seit Ende der 1990er-Jahre wird auch ein Kinder-Sundschwimmen veranstaltet, das allerdings parallel zum befestigten Stralsunder Strelasundufer (Sundpromenade) stattfindet. Im Jahr 2011 fand das Sundschwimmen der Erwachsenen nicht statt; wegen schwerer Unwetter wurde der Wettbewerb kurz vor dem Start abgesagt. Das Kindersundschwimmen entlang der Sundpromenade in Stralsund fand dennoch statt. 2018 wurde der Start, auf Grund eines starken Westwindes, der zum Problem für die Schwimmer hätte werden können, spontan von Altefähr nach Parow verlegt, um die Sicherheit der Schwimmer weiterhin zu gewährleisten. Außerdem wird seit 2018 eine Videowand mit Kameramann eingesetzt, damit die Zuschauer an der Sundpromenade den Wettkampf live mitverfolgen können.
2020 fand wegen der COVID-19-Pandemie kein Sundschwimmen statt. Ab 2021 gibt es keinen Massenstart der Schwimmer in Altefähr mehr, zusammen mit der Einführung eines neuen Zeitnahmesystems, wird von jedem Schwimmer einzeln eine Zeit an Start und Ziel genommen, so erhält jeder Teilnehmer seitdem seine individuelle Zeit.

## Herkunft der Teilnehmer
Die Teilnehmer stammen überwiegend aus Deutschland, gefolgt von Tschechien. Weitere Teilnehmer kommen aus Polen, den Niederlanden, Italien, Dänemark, Schweden, Frankreich und den USA.

## Ergebnisse des Sundschwimmens
(Quelle:)

### Ergebnisse 2023, 58. Sundschwimmen
1036 Schwimmerinnen und Schwimmer querten den Strelasund erfolgreich. Der Bremer Tom Maron konnte seinen fünften Sieg feiern. 
| Platz | Teilnehmer          | Geboren | AK | Geschlecht | Ort        | Schwimmzeit |
| ----- | ------------------- | ------- | -- | ---------- | ---------- | ----------- |
| 1     | Tom Maron           | 1995    | 2  | Männlich   | Bremen     | 00:28:33    |
| 2     | Stefan Herbst       | 1978    | 3  | Männlich   | Leipzig    | 00:29:30    |
| 3     | Jiri Polansky       | 1978    | 3  | Männlich   | Prag       | 00:30:08    |
| 4     | Vit Polansky        | 1978    | 3  | Männlich   | Prag       | 00:30:15    |
| 5     | Tina Kehlitz        | 1998    | 1  | Weiblich   | Wittenberg | 00:31:16    |
| 6     | Manuel Voigt        | 1988    | 2  | Männlich   | Leipzig    | 00:31:19    |
| 7     | Gunnar Splittgerber | 1972    | 4  | Männlich   | Berlin     | 00:32:20    |
| 8     | Livia Keusch        | 1995    | 2  | Weiblich   | Dresden    | 00:32:35    |
| 9     | Wenzel Schley       | 2003    | 1  | Männlich   | Rostock    | 00:32:36    |
| 10    | Martin Voigt        | 1986    | 2  | Männlich   | Grimma     | 00:32:47    |

### Ergebnisse 2022, 57. Sundschwimmen

#### Männer
| Platz | Teilnehmer     | Geboren   | Schwimmzeit | Ort     |
| 1     | Herbst, Stefan | 1978 (44) | 0:29:30     | Leipzig |
| 2     | Maron, Tom     | 1995 (26) | 0:30:04     | Bremen  |
| 3     | Kusch, Oliver  | 1967 (55) | 0:30:36     | Berlin  |

#### Frauen
| Platz | Teilnehmer              | Geboren   | Schwimmzeit | Ort        |
| 1     | Kehlitz, Tina           | 1998 (24) | 0:31:36     | Wittenberg |
| 2     | Krüger, Levke           | 2008 (14) | 0:32:11     | Tasdorf    |
| 3     | Libera-Körner, Jeanette | 1973 (49) | 0:35:50     | Berlin     |

Aufgrund massiver netzwerk- und stromtechnischer Störungen konnte leider keine vollständige Zeiterfassung erfolgen.

### Ergebnisse 2021, 56. Sundschwimmen
864 Schwimmer nahmen das Rennen auf. Der Bremer Tom Maron konnte seinen vierten Sieg feiern. Zum ersten Mal seit 2018 war auch wieder ein Stralsunder unter den besten 10.
Ein Grußwort erteilte die derzeit amtierende Bundeskanzlerin Angela Merkel und teilte mit: „Dieses Sundschwimmen gibt uns Zuversicht für die Zeit nach der Corona-Pandemie.“
| Platz | Teilnehmer        | Geboren | AK | Geschlecht | Ort              | Schwimmzeit |
| ----- | ----------------- | ------- | -- | ---------- | ---------------- | ----------- |
| 1     | Tom Maron         | 1995    | 2  | Männlich   | Bremen           | 00:32:55    |
| 2     | Tina Kehlitz      | 1998    | 1  | Weiblich   | Wittenberg       | 00:35:53    |
| 3     | Stefan Herbst     | 1978    | 3  | Männlich   | Hamburg          | 00:35:54    |
| 4     | Wenzel Schley     | 2003    | 1  | Männlich   | Rostock          | 00:37:07    |
| 5     | Pascal Walbrach   | 1999    | 1  | Männlich   | Luckenwalde      | 00:37:46    |
| 6     | Paulin Wendler    | 1992    | 2  | Weiblich   | Braunschweig     | 00:38:34    |
| 7     | Martin Moormann   | 2005    | 1  | Männlich   | Luckenwalde      | 00:39:51    |
| 8     | Ron Geist         | 1993    | 2  | Männlich   | Bergen auf Rügen | 00:40:00    |
| 9     | Torsten Keusch    | 1963    | 4  | Männlich   | Hettstedt        | 00:40:00    |
| 10    | Carsten Bernhardt | 1984    | 2  | Männlich   | Stralsund        | 00:40:19    |

### Ergebnisse 2020
2020 fand wegen der COVID-19-Pandemie kein Sundschwimmen statt.

### Ergebnisse 2019, 55. Sundschwimmen
Die Teilnehmerliste von 1070 Schwimmern war am 8. Januar 2019 nach 4:50 min voll. Der Start musste, wie schon im Vorjahr, erneut nach Parow verlegt werden und das Kindersundschwimmen ausfallen, da die Wassertemperatur nur 16 °C betrug und die Strömung stark war. Von den gemeldeten Teilnehmern sind 939 in Parow gestartet, davon haben 864 das Ziel erreicht.
| Platz | Teilnehmer       | Geboren | AK | Geschlecht | Ort         | Schwimmzeit |
| ----- | ---------------- | ------- | -- | ---------- | ----------- | ----------- |
| 1     | Oliver Kusch     | 1967    | 4  | Männlich   | Berlin      | 00:38:31    |
| 2     | Tom Maron        | 1995    | 1  | Männlich   | Bremen      | 00:39:10    |
| 3     | Alexander Eich   | 2002    | 1  | Männlich   | Dresden     | 00:40:01    |
| 4     | Tina Kehlitz     | 1998    | 1  | Weiblich   | Wittenberg  | 00:42:03    |
| 5     | Sebastian Strauß | 1983    | 2  | Männlich   | Potsdam     | 00:42:41    |
| 6     | Ina Ziegler      | 1966    | 4  | Weiblich   | Berlin      | 00:43:09    |
| 7     | Rainer Fritsche  | 1954    | 5  | Männlich   | Middelhagen | 00:43:11    |
| 8     | Max Zilger       | 1997    | 1  | Männlich   | Dresden     | 00:43:28    |
| 9     | Frank Gomoll     | 1963    | 4  | Männlich   | Essen       | 00:43:52    |
| 10    | Georg Gallitz    | 2003    | 1  | Männlich   | Halle       | 00:44:07    |

### Ergebnisse 2018, 54. Sundschwimmen
2018 wurde der Start des Sundschwimmen aufgrund starken NW-Winds und entsprechender Strömung von Altefähr nach Parow verlegt, was die Streckenlänge leicht beeinflusste (es wurde uferseits geschwommen). Die Wassertemperatur betrug am Morgen 18 °C.
| Platz | Teilnehmer       | Geboren | AK | Geschlecht | Ort        | Schwimmzeit |
| ----- | ---------------- | ------- | -- | ---------- | ---------- | ----------- |
| 1     | Tom Maron        | 1995    | 1  | Männlich   | Bremen     | 00:33:49    |
| 2     | Michael Prüfert  | 1966    | 4  | Männlich   | Dortmund   | 00:34:15    |
| 3     | Oliver Kusch     | 1967    | 4  | Männlich   | Berlin     | 00:34:16    |
| 4     | Stefan Herbst    | 1978    | 3  | Männlich   | Leipzig    | 00:36:19    |
| 5     | Tim Wallburger   | 1989    | 2  | Männlich   | Dresden    | 00:36:25    |
| 6     | Jirí Polanský    | 1978    | 3  | Männlich   | Praha 4    | 00:36:32    |
| 7     | Volker Westphal  | 1969    | 3  | Männlich   | Hamburg    | 00:37:35    |
| 8     | Rainer Fritsche  | 1954    | 5  | Männlich   | Kleinhagen | 00:37:58    |
| 9     | Ina Ziegler      | 1966    | 4  | Weiblich   | Rangsdorf  | 00:38:22    |
| 10    | Emanuel Somschor | 2004    | 1  | Männlich   | Stralsund  | 00:38:29    |

### Ergebnisse 2017, 53. Sundschwimmen
| Platz | Teilnehmer        | Geboren | AK | Geschlecht | Ort            | Schwimmzeit |
| ----- | ----------------- | ------- | -- | ---------- | -------------- | ----------- |
| 1     | Sebastian Barsch  | 1983    | 2  | Männlich   | Ahrensburg     | 00:30:38    |
| 2     | Oliver Kusch      | 1967    | 4  | Männlich   | Berlin         | 00:30:42    |
| 3     | Ralf Labecki      | 1979    | 3  | Männlich   | Rostock        | 00:31:26    |
| 4     | Tom Maron         | 1995    | 1  | Männlich   | Bremen         | 00:32:25    |
| 5     | Katharina Stephan | 1985    | 2  | Weiblich   | Hamburg        | 00:33:02    |
| 6     | Karsten Sasse     | 1977    | 3  | Männlich   | Hamburg        | 00:33:29    |
| 7     | Matthias Krause   | 1979    | 3  | Männlich   | Hamburg        | 00:34:05    |
| 8     | Tina Kehlitz      | 1998    | 1  | Weiblich   | Wittenberg     | 00:34:57    |
| 9     | Ludek Burian      | 1964    | 4  | Männlich   | Pardubice, CZE | 00:35:21    |
| 10    | Rainer Fritsche   | 1954    | 5  | Männlich   | Middelhagen    | 00:36:48    |

### Ergebnisse 2016, 52. Sundschwimmen
| Platz | Teilnehmer      | Geboren | AK | Geschlecht | Ort        | Schwimmzeit |
| ----- | --------------- | ------- | -- | ---------- | ---------- | ----------- |
| 1     | Tom Maron       | 1995    | 1  | Männlich   | Bremen     | 00:28:30    |
| 2     | Oliver Kusch    | 1967    | 3  | Männlich   | Berlin     | 00:28:40    |
| 3     | Stefan Herbst   | 1978    | 3  | Männlich   | Leipzig    | 00:29:55    |
| 4     | Silas Köhn      | 1993    | 1  | Männlich   | Kiel       | 00:30:07    |
| 5     | Jenny Wachsmuth | 1988    | 2  | Weiblich   | Dresden    | 00:30:26    |
| 6     | Tina Kehlitz    | 1998    | 1  | Weiblich   | Wittenberg | 00:30:34    |
| 7     | Frank Gomoll    | 1963    | 4  | Männlich   | Gladbeck   | 00:30:50    |
| 8     | Tim Harnisch    | 1990    | 2  | Männlich   | Berlin     | 00:31:04    |
| 9     | Paulin Wendler  | 1992    | 1  | Weiblich   | Leipzig    | 00:32:09    |
| 10    | Volker Westphal | 1969    | 3  | Männlich   | Hamburg    | 00:32:14    |

### Ergebnisse 2015, 51. Sundschwimmen
| Platz | Teilnehmer            | Geboren | AK | Geschlecht | Ort          | Schwimmzeit |
| ----- | --------------------- | ------- | -- | ---------- | ------------ | ----------- |
| 1     | Tom Maron             | 1995    | 1  | Männlich   | Bremen       | 00:25:47    |
| 2     | Oliver Kusch          | 1967    | 3  | Männlich   | Berlin       | 00:25:52    |
| 3     | Jenny Wachsmuth       | 1988    | 2  | Weiblich   | Dresden      | 00:26:41    |
| 4     | Tina Kehlitz          | 1998    | 1  | Weiblich   | Wittenberg   | 00:26:48    |
| 5     | Nils Rix              | 1980    | 2  | Männlich   | Norderstedt  | 00:27:10    |
| 6     | Jörg Färber           | 1975    | 3  | Männlich   | Leipzig      | 00:27:43    |
| 7     | Tom Schürmann         | 1969    | 3  | Männlich   | Niederkassel | 00:28:03    |
| 8     | Annike-Märthe Scheltz | 1995    | 1  | Weiblich   | Rostock      | 00:28:11    |
| 9     | Ina Ziegler           | 1966    | 3  | Weiblich   | Berlin       | 00:28:31    |
| 10    | Rainer Fritsche       | 1954    | 5  | Männlich   | Middelhagen  | 00:28:32    |

### Ergebnisse 2014, 50. Sundschwimmen
| Platz | Teilnehmer      | Geboren | AK | Geschlecht | Ort        | Schwimmzeit |
| ----- | --------------- | ------- | -- | ---------- | ---------- | ----------- |
| 1     | Jenny Wachsmuth | 1988    | 2  | Weiblich   | Dresden    | 00:24:51    |
| 2     | Eric Michel     | 1989    | 1  | Männlich   | Leipzig    | 00:26:12    |
| 3     | Felix Führer    | 1997    | 1  | Männlich   | Preetz     | 00:27:19    |
| 4     | Christoph Ertel | 1987    | 2  | Männlich   | Magdeburg  | 00:27:38    |
| 5     | Uwe Bodusch     | 1978    | 2  | Männlich   | Leipzig    | 00:27:43    |
| 6     | Klaus Paproth   | 1973    | 3  | Männlich   | Bitterfeld | 00:27:46    |
| 7     | Ludek Burian    | 1964    | 4  | Männlich   | Pardubice  | 00:27:48    |
| 8     | Volker Westphal | 1969    | 3  | Männlich   | Hamburg    | 00:27:50    |
| 9     | Paulin Wendler  | 1992    | 1  | Weiblich   | Leipzig    | 00:27:52    |
| 10    | Jörg Färber     | 1975    | 3  | Männlich   | Leipzig    | 00:27:58    |

### Ergebnisse 2013, 49. Sundschwimmen
| Platz | Teilnehmer      | Geboren | AK | Geschlecht | Ort                  | Schwimmzeit |
| ----- | --------------- | ------- | -- | ---------- | -------------------- | ----------- |
| 1     | Stefan Herbst   | 1978    | 2  | Männlich   | Leipzig              | 00:28:29    |
| 2     | Annike Scheltz  | 1995    | 1  | Weiblich   | Rostock              | 00:29:22    |
| 3     | Jenny Wachsmuth | 1988    | 1  | Weiblich   | Dresden              | 00:30:16    |
| 4     | Rainer Fritsche | 1954    | 4  | Männlich   | Middelhagen          | 00:30:23    |
| 5     | Uwe Bodusch     | 1978    | 2  | Männlich   | Leipzig              | 00:31:26    |
| 6     | Ina Ziegler     | 1966    | 3  | Weiblich   | Rangsdorf            | 00:32:14    |
| 7     | Jarno Wittig    | 1977    | 2  | Männlich   | Berlin               | 00:32:18    |
| 8     | Livia Keusch    | 1995    | 1  | Weiblich   | Hettstedt OT Walbeck | 00:32:39    |
| 9     | Jens Gomolka    | 1971    | 3  | Männlich   | Hamburg              | 00:32:48    |
| 10    | Paulin Wendler  | 1992    | 1  | Weiblich   | Leipzig              | 00:32:50    |

### Ergebnisse 2012, 48. Sundschwimmen
| Platz | Teilnehmer       | Geboren | AK | Geschlecht | Ort          | Schwimmzeit |
| ----- | ---------------- | ------- | -- | ---------- | ------------ | ----------- |
| 1     | Stephan Ernst    | 1989    | 1  | Männlich   | Aschersleben | 00:29:03    |
| 2     | Jenny Wachsmuth  | 1988    | 1  | Weiblich   | Dresden      | 00:29:22    |
| 3     | Henry Gelardi    | 1989    | 1  | Männlich   | Hoyerswerda  | 00:30:01    |
| 4     | Valerie Dembny   | 1991    | 1  | Weiblich   | Bremen       | 00:30:38    |
| 5     | Eric Michel      | 1989    | 1  | Männlich   | Leipzig      | 00:30:54    |
| 6     | Jarno Wittig     | 1977    | 2  | Männlich   | Berlin       | 00:31:04    |
| 7     | Livia Keusch     | 1995    | 1  | Weiblich   | Walbeck      | 00:31:07    |
| 8     | Rene Moldenhauer | 1966    | 3  | Männlich   | Neuruppin    | 00:31:09    |
| 9     | Jörg Färber      | 1975    | 2  | Männlich   | Leipzig      | 00:31:21    |
| 10    | Uwe Bodusch      | 1978    | 2  | Männlich   | Leipzig      | 00:31:23    |

### Ergebnisse 2011, 47. Sundschwimmen
Auf Grund schlechter Wetterbedingungen wurde das Sundschwimmen aus Sicherheitsgründen nicht gestartet.

### Ergebnisse 2010, 46. Sundschwimmen
| Platz | Teilnehmer            | Geboren | AK | Geschlecht | Ort          | Schwimmzeit |
| ----- | --------------------- | ------- | -- | ---------- | ------------ | ----------- |
| 1     | Stephan Ernst         | 1989    | 1  | Männlich   | Stralsund    | 00:26:25    |
| 2     | Annike Märthe Scheltz | 1995    | 1  | Weiblich   | Rostock      | 00:26:26    |
| 3     | Thomas Moschke        | 1985    | 1  | Männlich   | Dresden      | 00:26:30    |
| 4     | Henry Gelardi         | 1989    | 1  | Männlich   | Hoyerswerda  | 00:26:32    |
| 5     | Dr. Ralf Hildebrandt  | 1978    | 2  | Männlich   | Dresden      | 00:26:38    |
| 6     | Jenny Wachsmuth       | 1988    | 1  | Weiblich   | Dresden      | 00:26:42    |
| 7     | Sebastian Wegner      | 1995    | 1  | Männlich   | Großnaundorf | 00:26:55    |
| 8     | Uwe Bodusch           | 1978    | 2  | Männlich   | Leipzig      | 00:27:02    |
| 9     | Rainer Fritsche       | 1954    | 4  | Männlich   | Kleinhagen   | 00:27:24    |
| 10    | Robert Dörries        | 1989    | 1  | Männlich   | Leipzig      | 00:28:10    |

### Ergebnisse 2009, 45. Sundschwimmen
1.015 Schwimmer gingen an den Start in Altefähr. Fünf Minuten vor dem geplanten Start kam es zum Frühstart. Die Lufttemperatur lag bei 27 Grad, die Wassertemperatur bei 23 Grad Celsius.
| Platz | Teilnehmer       | Geboren | AK | Geschlecht | Ort       | Schwimmzeit |
| ----- | ---------------- | ------- | -- | ---------- | --------- | ----------- |
| 1     | Jörn Malich      | 1989    | 1  | Männlich   | Potsdam   | 00:23:33    |
| 2     | Jan Gräfe        | 1973    | 2  | Männlich   | Rostock   | 00:25:00    |
| 3     | Jenny Wachsmuth  | 1988    | 1  | Weiblich   | Dresden   | 00:26:28    |
| 4     | Peter Wienke     | 1992    | 1  | Männlich   | Potsdam   | 00:26:35    |
| 5     | Ralf Hildebrandt | 1978    | 2  | Männlich   | Dresden   | 00:26:39    |
| 6     | Uwe Bodusch      | 1978    | 2  | Männlich   | Leipzig   | 00:26:42    |
| 7     | Franka Klerner   | 1992    | 1  | Weiblich   | Potsdam   | 00:26:48    |
| 8     | Jörg Färber      | 1975    | 2  | Männlich   | Torgau    | 00:26:49    |
| 9     | Stephan Ernst    | 1989    | 1  | Männlich   | Stralsund | 00:26:50    |
| 10    | Thomas Moschke   | 1985    | 1  | Männlich   | Dresden   | 00:26:53    |

### Ergebnisse 2008, 44. Sundschwimmen
Die Teilnehmerliste war acht Tage nach Anmeldebeginn komplett. 970 Schwimmer gingen am 5. Juli 2008 in Altefähr an den Start, den Startschuss gab Stralsunds Oberbürgermeister Harald Lastovka um 12:56 Uhr bei 24 Grad Luft- und 20 Grad Wassertemperatur.
| Platz | Teilnehmer      | Geboren | AK | Geschlecht | Ort         | Schwimmzeit |
| ----- | --------------- | ------- | -- | ---------- | ----------- | ----------- |
| 1     | Vincent Kirsten | 1987    | 1  | Männlich   | Rostock     | 00:23:33    |
| 2     | Jan Gräfe       | 1973    | 2  | Männlich   | Rostock     | 00:23:38    |
| 3     | Maik Olldach    | 1989    | 1  | Männlich   | Rostock     | 00:24:56    |
| 4     | Antje Mahn      | 1989    | 1  | Weiblich   | Rostock     | 00:25:15    |
| 5     | Peter Wienke    | 1992    | 1  | Männlich   | Reinberg    | 00:26:28    |
| 6     | Stephan Ernst   | 1989    | 1  | Männlich   | Stralsund   | 00:27:19    |
| 7     | Henry Gelardi   | 1989    | 1  | Männlich   | Hoyerswerda | 00:28:12    |
| 8     | Uwe Bodusch     | 1978    | 2  | Männlich   | Leipzig     | 00:28:14    |
| 9     | Henry Zacharias | 1971    | 2  | Männlich   | Gerichshain | 00:28:36    |
| 10    | Jörg Färber     | 1975    | 2  | Männlich   | Torgau      | 00:28:43    |

### Ergebnisse 2007, 43. Sundschwimmen
Schon am 8. Januar 2007 war die Liste der Anmeldungen gefüllt. 965 der 996 gemeldeten Schwimmer gingen letztlich an den Start. Aufgrund schlechten Wetters mit starkem Sturm (Windstärke 6 bis 7 aus West/Nordwest) musste die Sundquerung abgesagt werden, stattdessen wurde entlang der Stralsunder Sundpromenade ein 1500 Meter langer Rundkurs durch das 17 Grad kalte Wasser geschwommen. 950 Schwimmer erreichten das Ziel, 15 gaben auf.
| Platz | Teilnehmer          | Geboren | AK | Geschlecht | Ort        | Schwimmzeit |
| ----- | ------------------- | ------- | -- | ---------- | ---------- | ----------- |
| 1     | Jenny Wachsmuth     | 1988    | 1  | Weiblich   | Dresden    | 00:13:51    |
| 2     | Nicole Ulbricht     | 1991    | 1  | Weiblich   | Rostock    | 00:13:57    |
| 3     | Phil Goldberg       | 1987    | 1  | Männlich   | Goppeln    | 00:14:09    |
| 4     | Uwe Bodusch         | 1978    | 2  | Männlich   | Leipzig    | 00:14:28    |
| 5     | Nico Beuster        | 1988    | 1  | Männlich   | Rostock    | 00:14:33    |
| 6     | Julia Schatz        | 1986    | 1  | Weiblich   | Eichwalde  | 00:14:37    |
| 7     | Torsten Münchberger | 1965    | 3  | Männlich   | Greifswald | 00:14:43    |
| 8     | Danny Wieck         | 1991    | 1  | Männlich   | Stralsund  | 00:14:46    |
| 9     | Katja Otto          | 1980    | 2  | Weiblich   | Rangsdorf  | 00:14:51    |
| 10    | Stephan Ernst       | 1989    | 1  | Männlich   | Stralsund  | 00:14:53    |

### Ergebnisse 2006, 42. Sundschwimmen
Die maximale Teilnehmerzahl von 1000 war bereits im Januar 2006 durch Anmeldungen erreicht worden. Insgesamt nahmen 1026 Schwimmer teil, von denen bei 24 °C Wassertemperatur und 26 °C Lufttemperatur (im Schatten) 1020 das Ziel erreichten.
Renate Kranz (Halle, 222. Platz) wurde als insgesamt 20.000ste Teilnehmer in der Geschichte des Sundschwimmens geehrt.
| Platz | Teilnehmer      | Geboren | AK | Geschlecht | Ort        | Schwimmzeit |
| ----- | --------------- | ------- | -- | ---------- | ---------- | ----------- |
| 1     | Jan Gräfe       | 1973    | 2  | Männlich   | Rostock    | 00:24:38    |
| 2     | Jenny Wachsmuth | 1988    | 1  | Weiblich   | Dresden    | 00:26:56    |
| 3     | Clemens Hofmann | 1991    | 1  | Männlich   | Erfurt     | 00:27:22    |
| 4     | Sebastian Abs   | 1986    | 1  | Männlich   | Stralsund  | 00:27:57    |
| 5     | Uwe Bodusch     | 1978    | 2  | Männlich   | Leipzig    | 00:28:05    |
| 6     | Daniel Wilke    | 1985    | 1  | Männlich   | Rostock    | 00:28:11    |
| 7     | Michael Schulze | 1978    | 2  | Männlich   | Freising   | 00:28:12    |
| 8     | Mirko Borchert  | 1982    | 1  | Männlich   | Eberswalde | 00:28:15    |
| 9     | Tilo Schmidt    | 1985    | 1  | Männlich   | Paderborn  | 00:28:17    |
| 10    | Martin Hoffmann | 1980    | 2  | Männlich   | Warnemünde | 00:28:21    |

### Ergebnisse 2005, 41. Sundschwimmen
Insgesamt nahmen 1050 Schwimmer teil, von denen bei 21 °C Wassertemperatur 1046 das Ziel erreichten.
| Platz | Teilnehmer      | Geboren | AK | Geschlecht | Ort         | Schwimmzeit |
| ----- | --------------- | ------- | -- | ---------- | ----------- | ----------- |
| 1     | Vincent Kirsten | 1987    | 1  | Männlich   | Rostock     | 00:23:35    |
| 2     | Jan Gräfe       | 1973    | 2  | Männlich   | Rostock     | 00:24:08    |
| 3     | Annegret Braun  | 1986    | 1  | Weiblich   | Jabel       | 00:24:43    |
| 4     | Maik Oldach     | 1989    | 1  | Männlich   | Rostock     | 00:25:13    |
| 5     | Jenny Wachsmuth | 1988    | 1  | Weiblich   | Dresden     | 00:25:37    |
| 6     | Ina Matysiak    | 1988    | 1  | Weiblich   | Gelbensande | 00:26:48    |
| 7     | Jens Arsov      | 1979    | 2  | Männlich   | Viersen     | 00:27:26    |
| 8     | Matthias Krause | 1979    | 2  | Männlich   | Pinneberg   | 00:27:32    |
| 9     | Martin Hoffmann | 1980    | 1  | Männlich   | Rostock     | 00:27:36    |
| 10    | Phil Goldberg   | 1987    | 1  | Männlich   | Goppeln     | 00:27:39    |